# Ibbs and Tillett
Ibbs and Tillett, « un des mythiques duos d'une agence artistique de musique classique », était une agence basée à Londres de gestion d'artistes et de concerts de musique classique ayant prospéré entre 1906 et 1990 au Royaume-Uni.

## Fondateur
Ibbs and Tillett a été fondée par Robert Leigh Ibbs et John Tillett, formés avec l'impresario Nathaniel Vert (Narciso Vertigliano). Vert était notamment l'organisateur des concerts d'Edward Elgar et a envoyé les Variations Enigma d'Elgar à un autre client pour qui il exerçait également, le chef d'orchestre Hans Richter, chef de l'Orchestre philharmonique de Vienne qui a créé l'œuvre à Londres en 1899.

## Organisation
La veuve de John Tillett, Emmie Tillett a dirigé l'agence après la mort des fondateurs et est devenue l'une des organisatrices les plus connues dans le monde ; si bien qu'elle fut surnommée la « duchesse de Wigmore Street » (Duchess of Wigmore Street).

« Pendant la plus grande partie du XXe siècle, l'agence de concert Ibbs and Tillett était à l'industrie de la musique britannique ce que Marks and Spencer est pour le monde des grands magasins. La sollicitation des musiciens célèbres sur ses « carnets d'adresses » était inégalée, et comprenait des stars internationales comme Clara Butt, Fritz Kreisler, Pablo Casals, Sergei Rachmaninoff, Andrés Segovia, Kathleen Ferrier, Myra Hess, Jacqueline du Pré, Julian Lloyd Webber, Clifford Curzon et Vladimir Ashkenazy, pour n'en citer que quelques-uns... l'héritage et l'influence de Ibbs and Tillett est resté aujourd'hui une référence dans le monde hautement concurrentiel de la gestion des artistes et la promotion des concerts, dont la plupart des principaux opérateurs ont commencé leur vie professionnelle comme « Ibblets. »

— Christopher Fifield, Ibbs and Tillett: The Rise and Fall of a Musical Empire.